# لة ماري جوكار (مارغون)
لة ماري جوکار (بالفارسية: له‌ماری جوکار) هي قرية تقع في إيران في قسم مارغون الريفي. يقدر عدد سكانها بـ 24 نسمة.